# Massachusetts (brazil Bee Gees-válogatásalbum)
A  Massachusetts című lemez a Bee Gees  együttes Brazíliában kiadott válogatáslemeze.

## Az album dalai
1. Massachusetts (Barry, Robin és Maurice Gibb) – 2:22
2. World (Barry, Robin és Maurice Gibb) – 3:13
3. New York Mining Disaster 1941  (Barry és Robin Gibb) – 2:09
4. Cucumber Castle   (Barry és Robin Gibb) – 2:05
5. Barker of the UFO (Barry Gibb) – 1:51
6. Sinking Ships  (Barry, Robin és Maurice Gibb) – 2:21
7. Holiday (Barry és Robin Gibb) – 3:00
8. Words (Barry, Robin és Maurice Gibb) – 3:20
9. To Love Somebody (Barry és Robin Gibb) – 3:10
10. Sir Geoffrey Saved the World (Barry, Robin és Maurice Gibb) – 2:15
11. Red Chair Fade Away   (Barry és Robin Gibb) – 2:17
12. Horizontal  (Barry, Robin és Maurice Gibb) – 3:34

## Közreműködők
- Bee Gees